# Institut für Phonetik und Sprachverarbeitung der Ludwig-Maximilians-Universität München
Das Institut für Phonetik und Sprachverarbeitung (ehemals Institut für Phonetik und sprachliche Kommunikation) ist ein Institut der Ludwig-Maximilians-Universität München. Das Institut wurde zunächst von Hans Günther Tillmann geleitet, der 2006 von Jonathan Harrington abgelöst wurde.

## Forschungsschwerpunkte
Die Forschungsschwerpunkte liegen vor allem in den Bereichen Lautwandel, Experimentalphonetik und automatische Sprachverarbeitung.

## Assoziierte Einrichtungen
Zum Institut gehört das Bayerische Archiv für Sprachsignale, dessen Aufgabe die Langzeitarchivierung von Sprachdaten ist.

## Trivia
- Viele Geschichten des Bastard Assistant from Hell entstanden am Institut für Phonetik und Sprachverarbeitung.
- Am Institut befand sich der erste Computer der Universität.
- Die Mitarbeiter können die Bibliothek mittels einer Stimmerkennungssoftware öffnen.